# 玛兹达克教
玛兹达克教，伊朗宗教，是拜火教中的一個分支。這種宗教曾被稱爲现代以前的共产主义思想中最值得注意的例子之一。
該教建立於萨珊王朝早期，創始人Zardusht是一名拜火教的大祭司（莫巴德），與摩尼（216－约274年）生活在同一时代。 不過，該教派的名称則來自它最著名的鼓吹者玛兹达克。此人生活在喀瓦德一世皇帝統治期间（498-531年），位高权重，頗受爭議。

## 神學主張
玛兹达克教是一種二元論宗教，這可能是受到摩尼教影响。它宣称，世上有兩種原則，光明與黑暗（善與恶），它們在一個原初的时刻發生融合，從而創造了宇宙。玛兹达克教徒崇拜光明之神。

## 伦理主張
玛兹达克教大力提倡禁欲主义和和平主义的生活，禁止杀戮人或动物，也禁止吃肉。教徒必須善待所有的人，包括他们的敌人。這場运动还信奉万物公有，想要减少贪婪。據稱，該教還提倡群婚或一妻多夫制，如果后者属实，则可能是由于当时伊朗社会上层阶级的一夫多妻制导致贫穷男子缺少相应的女性。

## 來源
- L. Eichenberger: "Communist, Heretic, Rebell. Mazdak and the History of Religion" In: Zeitschrift für Religionswissenschaft 28, 2020, p. 237-258. Online （页面存档备份，存于）
- Daryaee, Touraj. . I.B.Tauris. 2014: 1–240  [2022-01-17]. ISBN 978-0857716668. （原始内容存档于2020-11-21）.
- Boyce, Mary. . Psychology Press. 2001: 1–252  [2022-01-17]. ISBN 9780415239028. （原始内容存档于2021-03-02）.
- Frye, R. N., , , The Cambridge History of Iran 3 (1), Cambridge University Press, 1983, ISBN 978-0-521-20092-9
- Frye, Richard Nelson. . C.H.Beck. 1984: 1–411  [2022-01-17]. ISBN 9783406093975. （原始内容存档于2022-04-18）.
- Crone, Patricia. . Cambridge University Press. 2012: 1–543  [2022-01-17]. ISBN 9781139510769. （原始内容存档于2021-11-01）.